# Sidi Lakhdar (ʿAyn Defla)
Sidi Lakhdar è un comune dell'Algeria, situato nella provincia di 'Ayn Defla.